# Мондзолевський Георгій Григорович
Георгій Григорович Мондзолевський (26 січня 1934, Орша — 28 квітня 2024) — український та російський радянський волейболіст (зв'язковий), заслужений майстер спорту, дворазовий чемпіон олімпійських ігор і світу, чемпіон Європи, восьмиразовий чемпіон СРСР.

## Життєпис
Георгій Мондзолевський народився 26 січня 1934 року в м. Орша, Білоруська РСР.
Грати у волейбол почав у дитячій спортивній школі Одеси. Своїми фізичними даними він тоді не тільки не виділявся серед однолітків, але й поступався їм зростом. Але він привернув увагу тренерів своєю дисциплінованістю, працьовитістю та невгамовним бажанням досконало опанувати всі прийоми техніки волейболу.
1956 року закінчив факультет фізичного виховання і спорту Одеського державного педагогічного інституту імені К. Д. Ушинського.
Виступав за одеські команди «Буревісник» та СКА (1951—1956), з 1958 року — за ЦСКА Москва. У збірній СРСР — в 1956—1964, 1967—1968 роках.
Георгій Мондзолевський — яскрава зірка не тільки в радянському, а й у світовому волейболі. «У його особі ми маємо видатного диригента чудового волейбольного оркестру» — так характеризував Мондзолевського президент Міжнародної федерації волейболу Поль Лібо.
Працював доцентом Військово-інженерної академії ім. В. В. Куйбишева, старшим викладачем у Московському гірничому інституті.
Кандидат медичних наук.

## Нагороди
- 2 ордени «Знак Пошани»
- Заслужений майстер спорту СРСР (1960)

## Досягнення
- Переможець Спартакіад народів СРСР (1956, 1963)
- Дворазовий олімпійський чемпіон (1964, 1968)
- Бронзовий призер чемпіонату світу (1956)
- Дворазовий чемпіон світу (1960, 1962)
- Переможець Кубка європейських чемпіонів (1960, 1962)
- Чемпіон Європи (1967)
- Бронзовий призер чемпіонату СРСР (1955)
- Бронзовий призер чемпіонатів Європи (1958, 1963)
- Чемпіон СРСР (1958, 1960 , 1961, 1962, 1965, 1966)